# Basilique Saint-Pierre de Pérouse
Pour les articles homonymes, voir Basilique Saint-Pierre (homonymie).
La Basilique Saint-Pierre (Basilica di San Pietro en italien) est une basilique catholique de l'archidiocèse de Pérouse en Ombrie (Italie). Comme son nom l'indique, elle est dédiée à saint Pierre.
Elle se trouve dans le « Borgo XX Giugno »

## Histoire
L'abbaye a été édifiée vers l'an 996 sur les vestiges de la précédente cathédrale. Bien que les premiers documents qui citent l'église datent de 1002, le premier siège épiscopal de Pérouse a comme origine le VIIe siècle.
Le premier abbé se nomme Pietro Vincioli, un noble pérugin qui a été par la suite canonisé.Au xe siècle, l’évêque de Pérouse, en Ombrie, proposait à un moine architecte originaire de la ville, Pietro Vincioli († v. 1007), de reconstruire l’ancienne cathédrale qui tombait en ruine. Pietro se mit courageusement au travail si bien que l’église dédiée à saint Pierre et consacrée en 969 est toujours debout. Les embellissements ultérieurs n’empêchent pas de voir sa magnifique structure basilicale et sa double rangée de colonnes de granit. Pour desservir l’église, Pietro fonde un monastère bénédictin dont il devient le premier abbé.
Durant les siècles suivants, l'influence de l'abbaye crût, mais en 1398 elle fut mise à sac par les habitants de Pérouse qui reprochaient à l'abbé Francesco Guidalotti d'avoir pris part à la conspiration contre Biordo dei Michelotti chef de la faction populaire des « Raspanti ».
Sous le pape Eugène IV, le monastère retrouve sa splendeur. Le pape unit l'abbaye avec la Congrégation de sainte Justine de Padoue (« Cassinese »), lui permettant de maintenir une position de prestige et son pouvoir en ville.
En 1799 l'abbaye a été provisoirement démantelée par les troupes napoléoniennes.
En 1859, les moines favorisèrent la révolte des Pérugins contre les États pontificaux, ainsi après le Risorgimento et l'accomplissement de l'unité italienne, le nouveau gouvernement leur permit de conserver l'abbaye.

## Extérieur

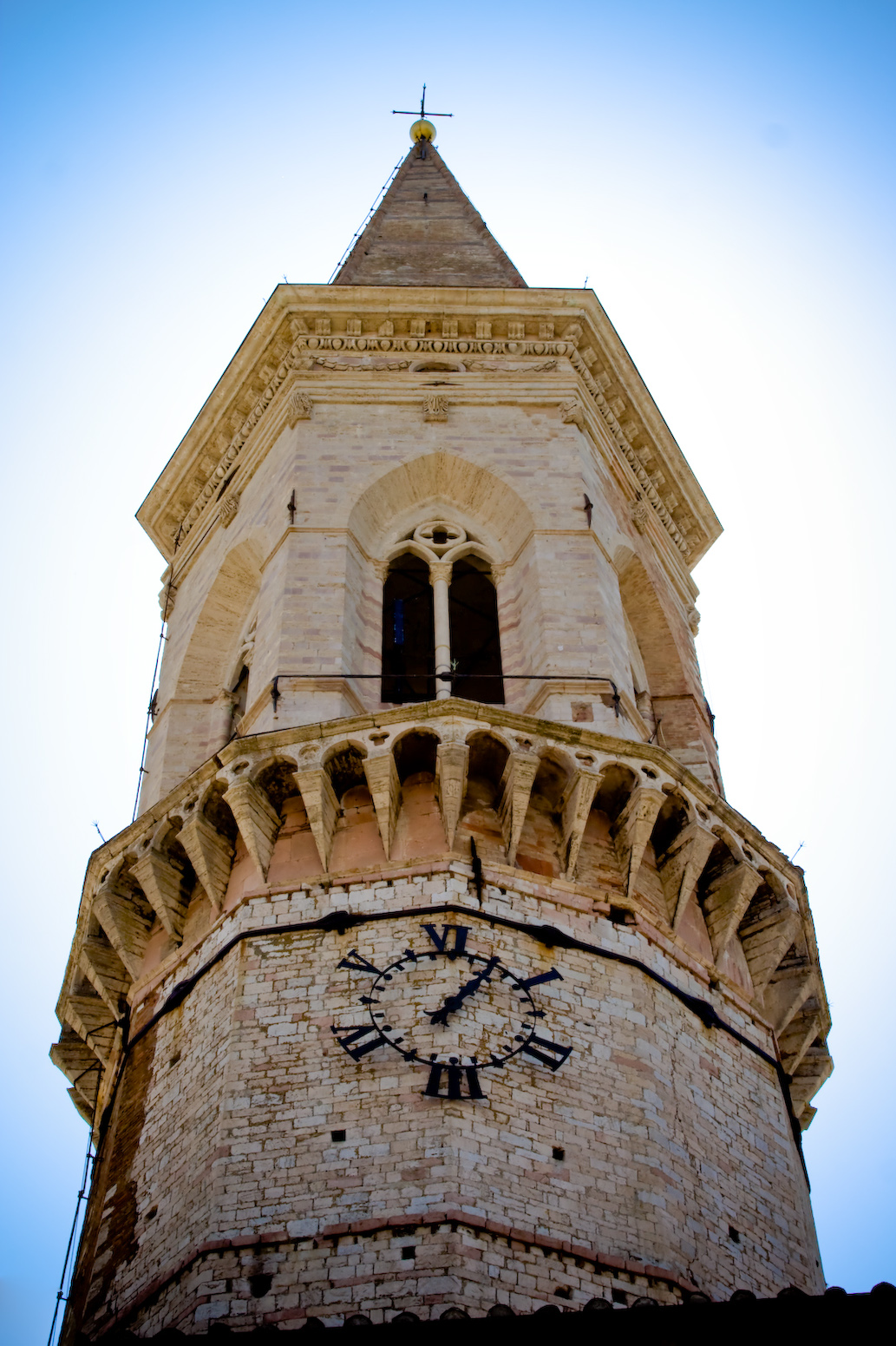
Campanile (1463-1468).

Le monastère est précédé par une porte du XVe siècle conçue par Agostino di Duccio qui mène à une façade monumentale avec trois arcades, conçue vers 1614 par l'architecte pérugin Valentino Martelli : le premier cloître est également par Martelli, complété par Lorenzo Petrozzi au deuxième étage.
L'entrée de l'église se trouve sur le côté gauche du cloître. Des restes de la façade de l'ancienne basilique sont visibles sur les côtés droit et gauche du portail du XVe siècle avec un portique comprenant quelques fresques des XVe et XVIe siècles.
Le campanile polygonal, à droite du portail a été construit entre 1463 et 1468. Ses lignes gothiques florentines son issues d'un dessin de Bernardo Rossellino.

## Intérieur

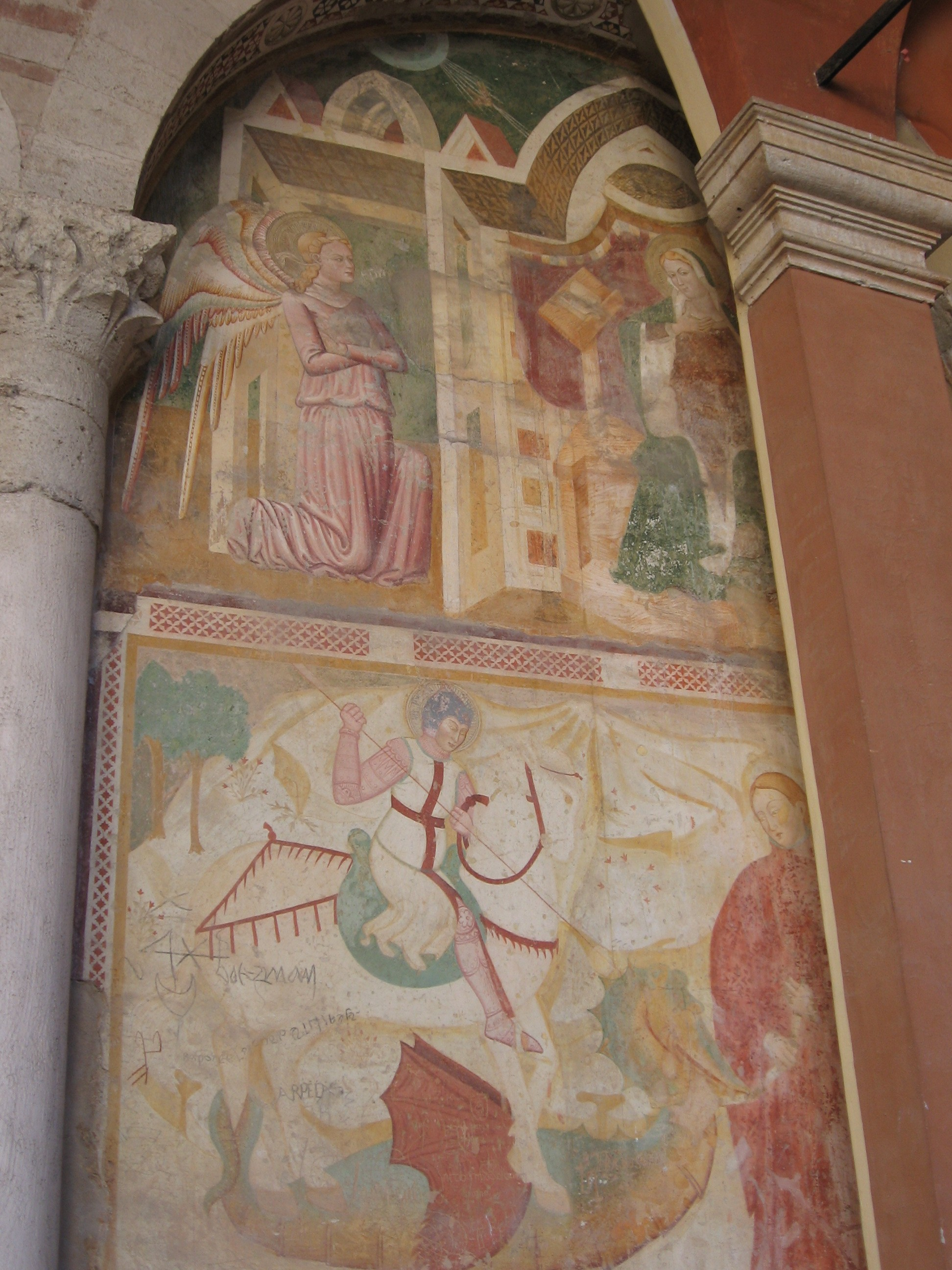
Saint Georges et le Dragon (XIV).

Le plan intérieur de la basilique est composé d'une nef avec deux bas-côtés.
La nef est articulée en arcades reposant sur d'antiques colonnes en marbre gris, venant probablement d'anciennes constructions romaines. La partie supérieure, décorée de toiles représentant des scènes de l'Ancien et du Nouveau Testament, commandées par l'abbé Giacomo da San Felice da Salò, ont été achevées entre 1591 et 1611.
La basilique possède la plus importante collection d'art à Pérouse, après celle de la galerie nationale. Les tableaux ont été réalisés à Venise par Antonio Vassilacchi, un élève de Paul Véronèse et du Tintoret.
La grande peinture sur toile sur la paroi ouest avec Le Triomphe des ordres bénédictins est aussi de Vasilacchi.
La nef centrale possède un plafond à caissons en bois, riche et coloré, réalisé en 1556 par Benedetto di Giovanni da Montepulciano.
Les autres œuvres conservées sont des tableaux de Ventura Salimbeni, Eusebio da San Giorgio, Orazio Alfani, des copies d'après des peintures du Pérugin,  Girolamo Danti (sacristie, 1574), Giovanni Lanfranco, Mino da Fiesole (groupe en marbre avec Jésus-Christ enfant, saint Jean-Baptiste, saint Jérôme dans la chapelle Vibi), un Christ au jardin des oliviers attribué à Guido Reni, deux grandes toiles de Giorgio Vasari, et une Pietà de l'école de Sebastiano del Piombo.
Une série de saints dans la sacristie sont du Pérugin. Il s'agit d'une petite partie du polyptyque de San Pietro (1496 env.) qui décorait par le passé le maître-autel de l'église et dont la partie centrale et la cimaise sont maintenant conservées au Musée des beaux-arts de Lyon.
La principale caractéristique du sanctuaire, reconstruit par Martelli et décoré avec des œuvres datant principalement du XVIe siècle est sa réalisation en panneaux de bois de fine marqueterie, considérés comme les plus beaux d'Italie.
Il a été commencé par Bernardino di Luca Antonini vers 1525-1526 et complété en 1535 par Stefano di Antoniolo Zambelli, de Bergame.
La porte centrale est particulièrement remarquable  avec un bas-relief représentant L'Annonciation et Moïse sauvé des eaux, des œuvres de Fra Damiano da Bergamo (1536).
L'abbaye possède deux autres cloîtres : l'un, appelé « Chiostro Maggiore », est une construction de la Renaissance attribuée à  Guido da Settignano, l'autre connu sous le nom de « Chiostro delle Stelle », date de 1571 et est l'œuvre de Galeazzo Alessi.
En face de l'abbaye se trouve le « Giardino del Frontone », qui dans le passé était la place préférée de Braccio da Montone qui y organisait ses parades militaires. La place a été restructurée au XVIIIe siècle par les Arcadiens de Pérouse qui en firent un jardin avec un petit amphithéâtre.